# Гінте
Гінте (нім. Hinte) — сільська громада в Німеччині, розташована в землі Нижня Саксонія. Входить до складу району Аурих.
Площа — 48,06 км2. Населення становить 7219 ос. (станом на 31 грудня 2021).